# The Faceless
The Faceless – amerykańska grupa wykonująca muzykę z pogranicza technical death metalu i deathcore. Powstała w 2004 roku w Encino w stanie Kalifornia z inicjatywy gitarzysty Michaela Keenea i basisty Brandon Giffin.
Pierwsze nagrania formacji ukazały się w 2006 roku na kasecie demo pt. Nightmare Fest. Tego samego roku nakładem Sumerian Records ukazał się debiutancki album The Faceless zatytułowany Akeldama. Wydawnictwo było promowane podczas licznych koncertów z towarzyszeniem takich zespołów jak: Necrophagist, Decapitated, Nile oraz The Black Dahlia Murder.
11 listopada 2008 roku ukazał się drugi album studyjny zespołu pt. Planetary Duality. Płyta zadebiutowała na 119. miejscu listy Billboard 200 w Stanach Zjednoczonych sprzedając się w nakładzie 5 600 egzemplarzy w przeciągu tygodnia od dnia premiery. W styczniu 2009 roku grupa odbyła trasę koncertową poprzedzając zespoły Meshuggah i Cynic. W 2010 roku grupa dała szereg koncertów w ramach Summer Slaughter. W trasie wzięły udział ponadto takie grupy jak Decapitated, The Red Chord i Cephalic Carnage.

## Muzycy
| Obecny skład zespołu - Michael Keene – gitara, instrumenty klawiszowe, śpiew (od 2004) - Justin McKinney – gitara (od 2015) - Chason Westmoreland – perkusja (2015, od 2016) - Ken Sorceron – śpiew (od 2016) Muzycy koncertowi - Marco Pitruzzella – perkusja (2007) - Anthony Barone – perkusja (2015–2016) - Nico Santora – gitara (2014–2015) - Mica "Maniac" Meneke – śpiew (2008) - Derek Rydquist – śpiew (2014) - Julian Kersey – śpiew (2015) Muzycy sesyjni - Navene Koperwies – perkusja (2006) - Andy Taylor – perkusja (2006) - Matthew Blackmar – instrumenty klawiszowe (2008) - Tara Keene – śpiew (2012) |  | Byli członkowie zespołu - Derek "Demon Carcass" Rydquist – śpiew (2006–2011, 2015) - Jeff Ventimiglia – śpiew (2004–2005) - Brad Batdorf – perkusja (2004–2006) - Nick Pierce – perkusja (2006) - Elliott Sellers – perkusja (2004) - Zack Graham – perkusja (2004) - Michael Sherer – instrumenty klawiszowe (2005–2006) - Brandon Giffin – gitara basowa (2004–2010, 2015) - Steve Jones – gitara (2004–2012) - Jared Lander – gitara basowa (2010) - Geoffrey Ficco – śpiew (2011–2014) - Evan Brewer – gitara basowa (2011–2014) - Alex Rüdinger – perkusja (2013–2014) - Lyle Cooper – perkusja (2007–2013) - Wes Hauch – gitara (2012–2014) |

## Dyskografia
| 2006                           | Akeldama - Data: 14 listopada 2006 - Wydawca: Sumerian Records          | —   | —  |                  |
| 2008                           | Planetary Duality - Data: 11 listopada 2008 - Wydawca: Sumerian Records | 119 | 10 | - USA: 5,6 tys.+ |
| 2012                           | Autotheism - Data: 14 sierpnia 2012 - Wydawca: Sumerian Records         | 50  | —  | - USA: 2,2 tys.+ |
| "—" pozycja nie była notowana. |                                                                         |     |    |                  |